# Arque (mitología)
En la mitología griega Arque (en griego Αρχη Arkhê, ‘comienzo’) es una de las musas. De acuerdo a una tradición tardía Cicerón nos dice que «las primeras musas eran cuatro, nacidas del segundo Júpiter: Telxínoe, Aede, Arque y Mélete; y las segundas eran nueve, procreadas del tercer Júpiter y de Mnemósine». Dio su nombre a uno de los satélites de Júpiter, Arce.

## Fuente
- Cicerón: De natura deorum, III, 21.
  - III: texto latino en Wikisource.

- Datos: Q684590